# Toni Frissellová

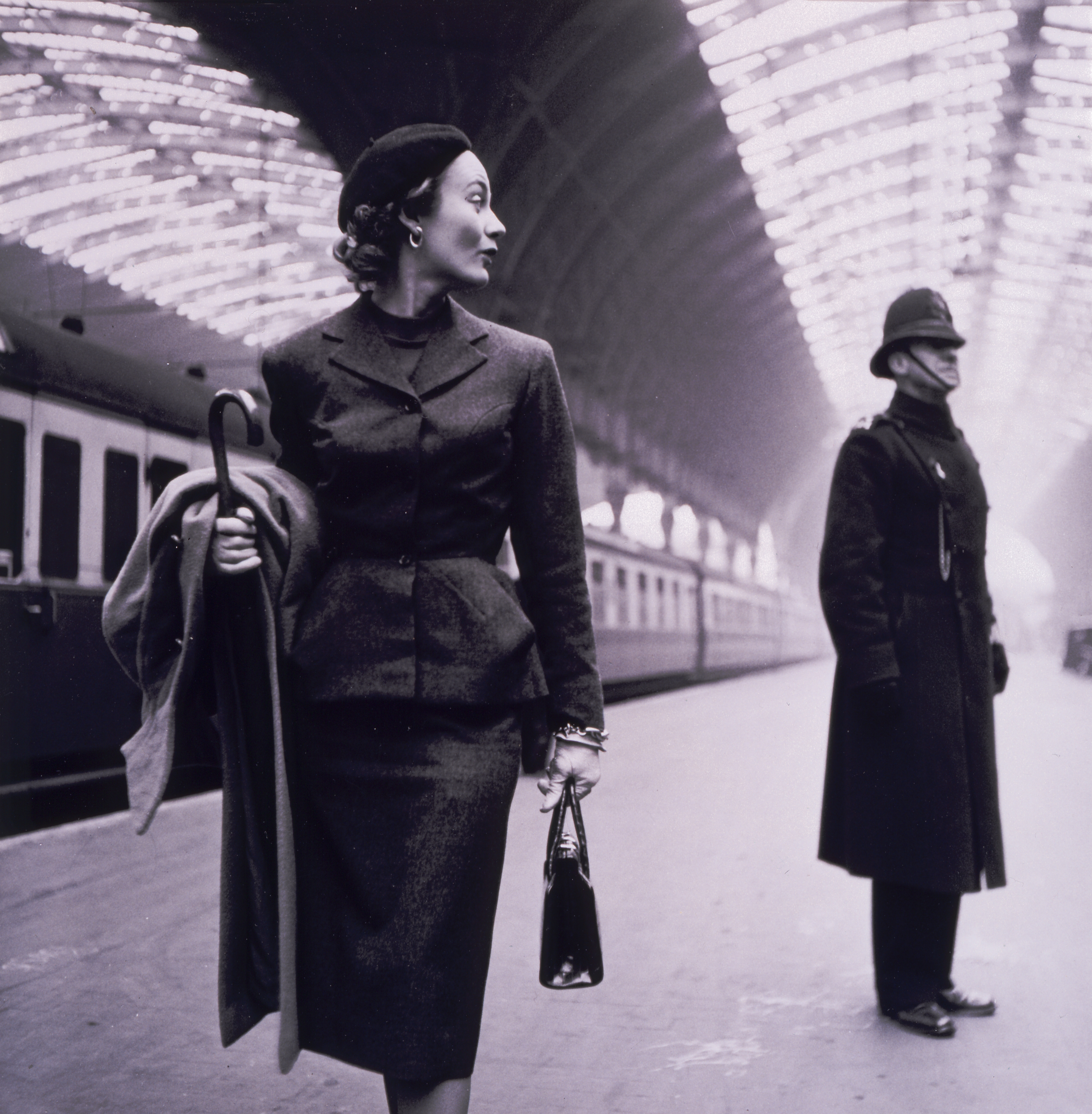
Toni Frissellová: modelka na Victoria Station v Londýně, publikováno v Harper's Bazaar 1951, fotografie módy, americká Kongresová knihovna

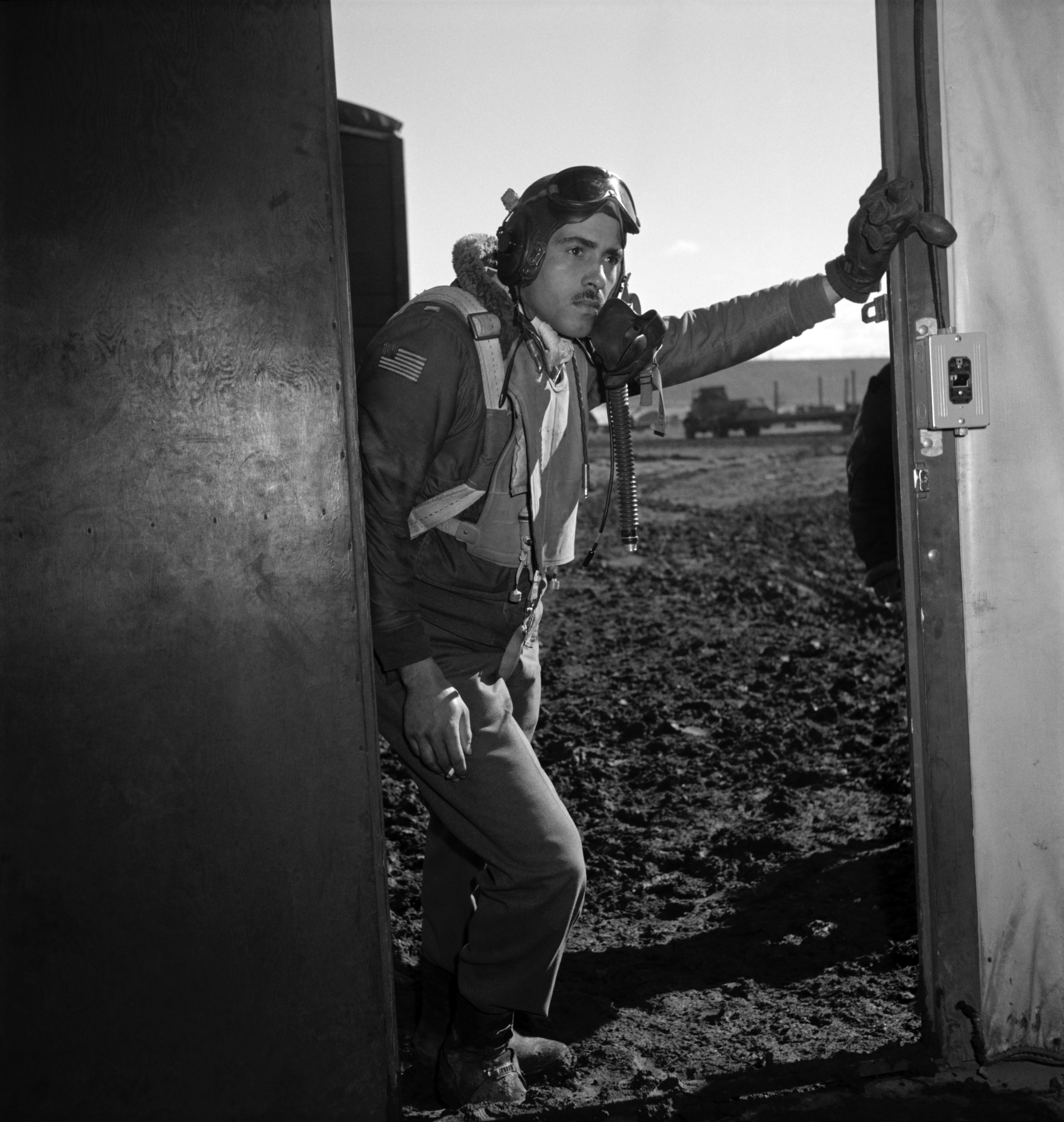
Toni Frissellová: Portrét pilota ze skupiny Tuskegee Airmen Edwarda M. Thomase, březen 1945

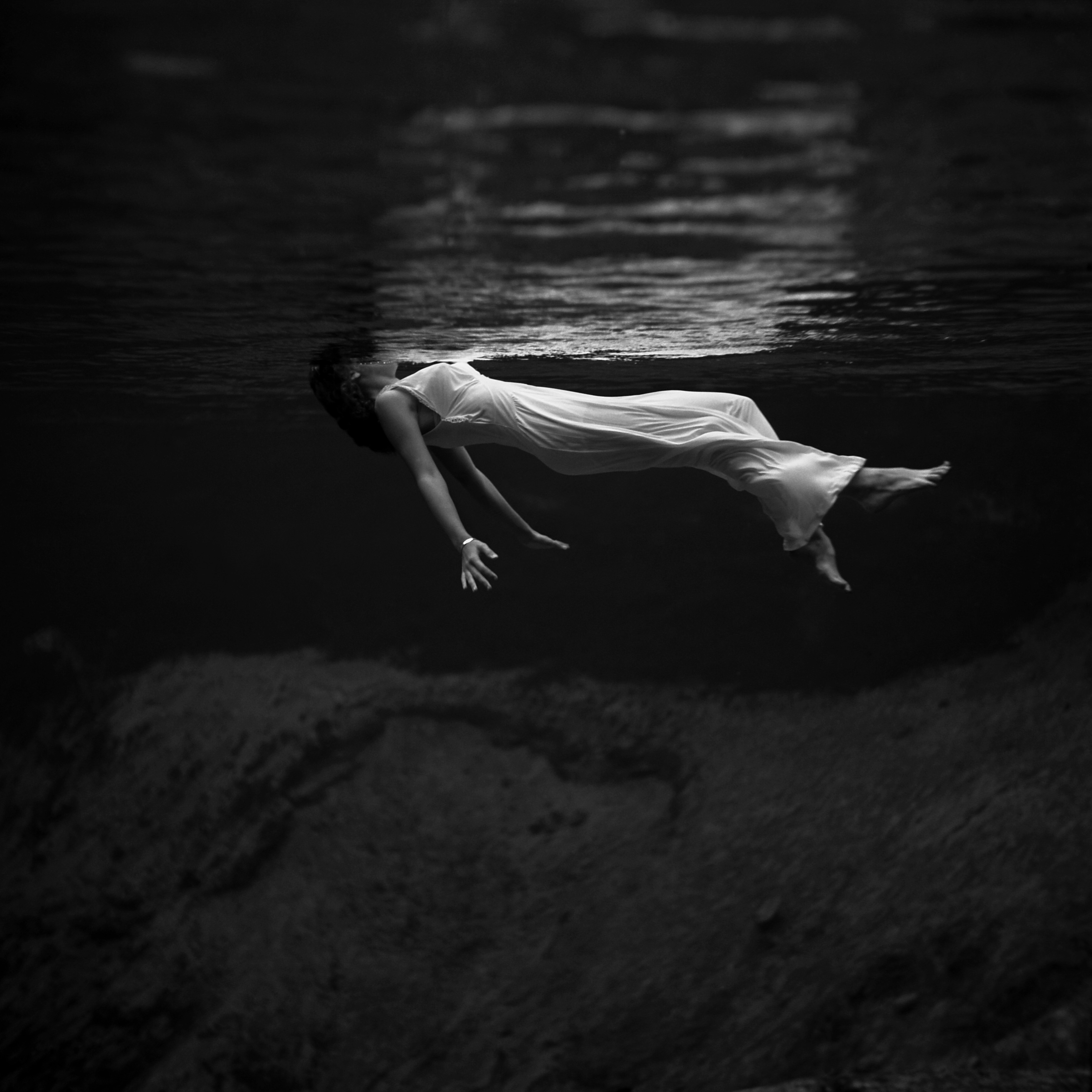
Weeki Wachee, Florida (1947); tato podvodní fotografie byla později použita jako obal pro album Undercurrent od Billa Evanse a Jima Halla, album Tears in Rain od Thise Ascensiona a Osvalda Golijova s názvem Oceana a také pro album Whispering Sin od Beauvilles, publikovaná v Sport's Illustrated, 1955

Toni Frissellová nebo Antoinette Frissellová Baconová (nepřechýleně Frissell; 10. března 1907 – 17. dubna 1988) byla americká fotografka, známá svými módními fotografiemi, snímky z druhé světové války a portréty slavných Američanů a Evropanů, dětí a žen ze všech oblastí života. Byla průkopníkem exteriérové fotografie za přirozeného světla.

## Předválečná kariéra
Antoinette Frissellová se narodila v roce 1907 v New Yorku, ale fotografovala pod názvem Toni Frissell, a to i po svém sňatku s manhattanským prominentem McNeil Baconem. Pracovala s mnoha slavnými fotografy, jako učeň Cecila Beatona, rady jí dával také Edward Steichen. Její první práce byla práce módní fotografky pro časopis Vogue v roce 1931, přímo osobně pro Condé Montrose Nasta. Později fotografovala pro magazín Harper's Bazaar. Její módní fotografie, například večerních šatů a podobných, byly zajímavé díky snímání v exteriéru a s důrazem na „aktivní ženy“.

## Druhá světová válka
V roce 1941 dostala Frissellová nabídku na fotografické služby od Amerického červeného kříže. Později působila v letecké flotile Osmá Air Force a stala se oficiálním fotografem armádního ženského sboru. Pořídila stovky obrázků zdravotních sester, vojáků z první linie, WAC (Women's Army Corps), afroamerických letců a osiřelých dětí. Dvakrát za druhou světovou válku cestovala na západní evropskou frontu. Její fotografie vojenských žen a afroamerických stíhacích pilotů z elitní stíhací skupiny 332d Fighter Group (tzv. letci Tuskegee Airmen) byly použity v kampani Franklina D. Roosevelta ke zlepšení negativního obrazu žen a Afroameričanů v armádě u široké veřejnosti.

## Po válce
V roce 1947 Frissellová portrétovala italského šlechtice Emilia Pucciho v kombinéze, kterou si sám navrhl. Tento snímek mu zajistil slávu a Pucci odstartoval výrobu vlastního sportovního oblečení a otevřel modelové domy na Capri a ve Florencii.
V padesátých letech nasnímala neformální portréty slavných a mocných ve Spojených státech a v Evropě, včetně Winstona Churchilla, Eleanor Rooseveltové, Johna F. a Jacqueline Kennedyových a pracovala pro časopisy Sports Illustrated a Life. Zároveň se stále zajímala o aktivní ženy a sport, byla mezi prvními ženami zaměstnanými ve Sports Illustrated v roce 1953 a dlouho byla jednou z mála žen mezi sportovními fotografy po několik desetiletí.
V pozdější práci se i nadále soustředila na fotografování žen ze všech společenských vrstev, často jako komentář k postavení člověka v lidské společnosti.

## Knihy
Svými fotografiemi ilustrovala knihy:
- A Child's Garden of Verses (1944)
- Bermudy:The Happy Island (1946)
- Mother Goose (1948)
- The King Ranch, 1939–1944 (1965)
- Tethered, od Amy MacKinnon (August 2008)

## Osobní život
Byla dcerou Lewise Foxe Frissella a Antoinetty Wood Montgomeryové, vnučka Algernona Sydneyho Frissella, zakladatele a prezidenta Bank of New York na Fifth Avenue, pravnučka Marie Whitney Phelpsové a guvernéra Missouri Johna S. Phelpse. Potomek (prapravnučka) Elizeje Phelpse, amerického politika z Connecticutu (1819–1821, 1825–1829). Potomek (praprapravnučka) generála a válečného hrdiny Noah Phelpse. Byla sestrou Phelpse Montgomeryho Frissella a filmaře Lewis Varicka Frissella, který byl zabit v Newfoundlandu během natáčení snímku Viking v roce 1931.
Toni Frissellová zemřela na Alzheimerovu chorobu 17. dubna 1988 v ošetřovatelském domově v Long Islandu. Její manžel Francis M. Bacon 3rd zemřel ještě za jejího života. Spolu měli dceru Sidney Bacon Staffordovou a syna Varicka Bacona, vnoučata Montgomery Bacon Brookfielda, Susan Brent Loyerovou a Alexandru Baconovou. Pravnuky Montgomeryho Bacona Brookfielda, Jr., Samuela Huntingtona Brookfielda, Hollyho Brenta Brookfielda, Gregoryho Vanderbilta Brookfielda, Cadence Frissella Brookfielda, Lauru Loyerovou, Varicka Loyera a Margota Loyera.

## Díla
- Robert Louis Stevenson (autor), Toni Frissellová (ilustrátor): A child’s garden of verses. U.S. Camera Publishing Corporation, New York 1944.
- Sally Lee Woodall (autor), Toni Frissellová (ilustrátor): Bermuda: The Happy Island. U.S. Camera Publishing Corporation, New York 1946.
- Toni Frissell’s Mother Goose. Harper & Brothers, New York 1948.
- Frank Goodwyn (autor), Toni Frissellová (ilustrátor): Life on the King Ranch. 1965. ISBN 978-0-89096-569-6

## Galerie

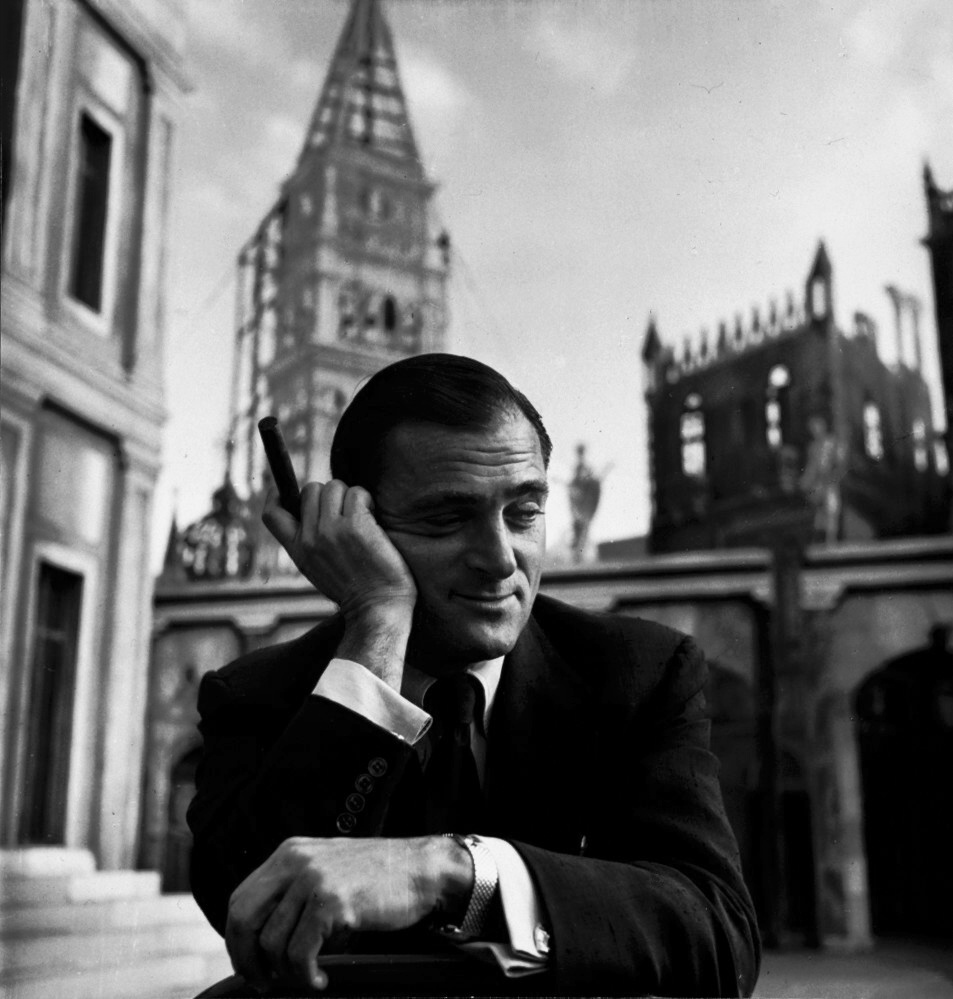
Michael Todd
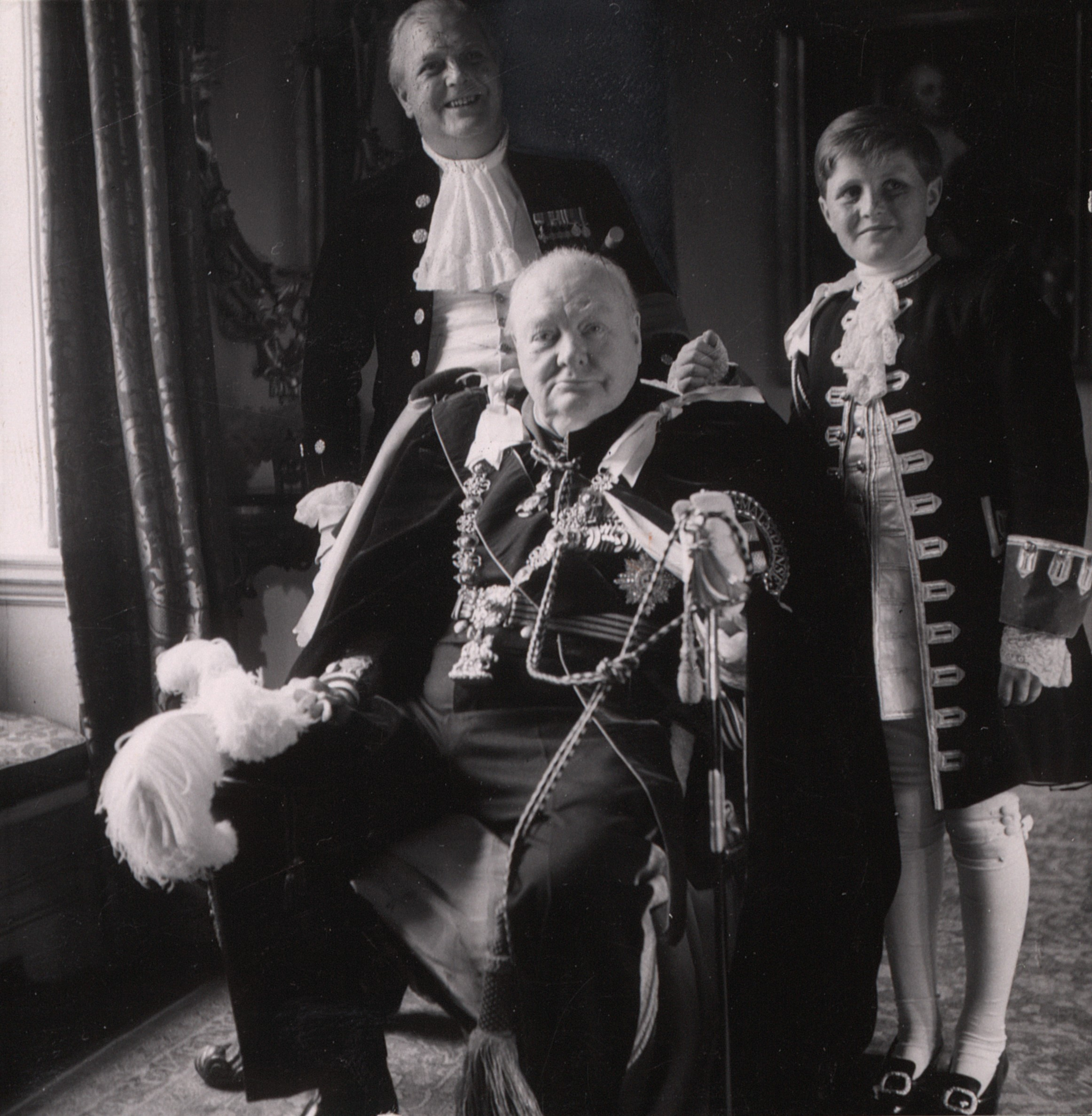
Winston Churchill, jeho syn a vnuk
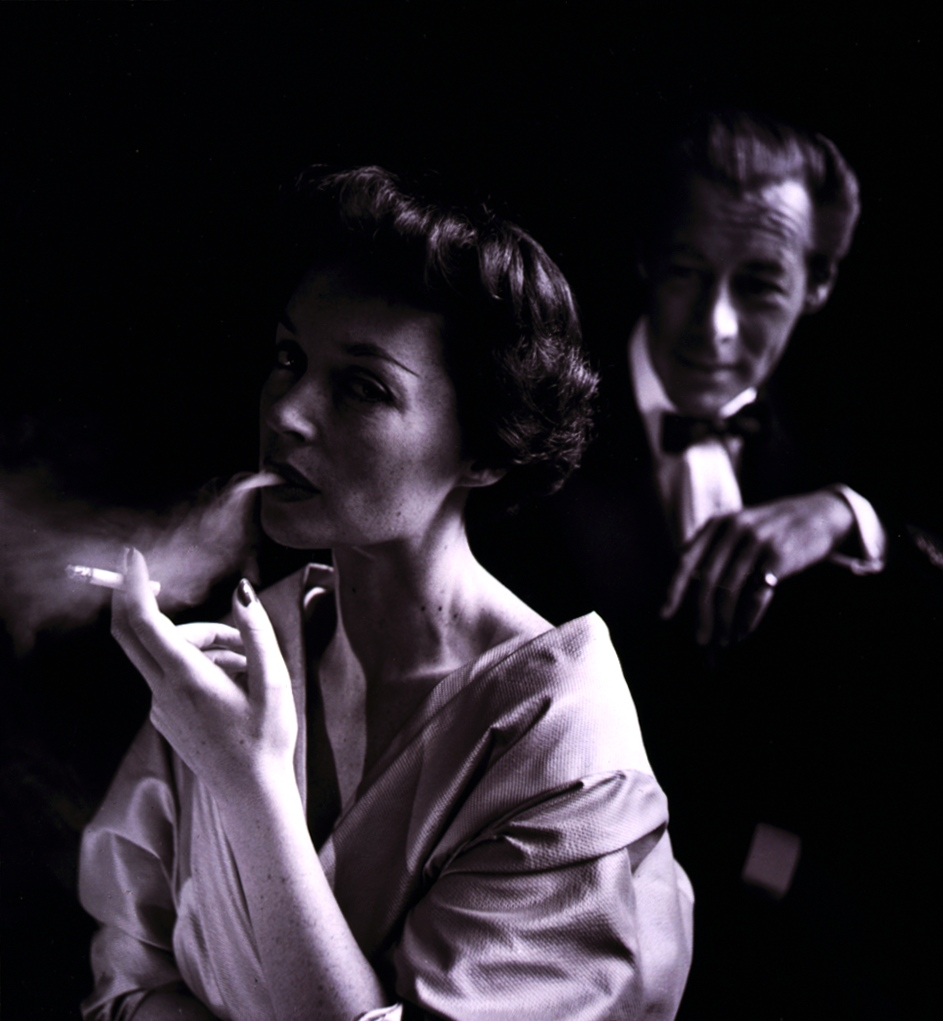
Lilli Palmer & Rex Harrison, 1950
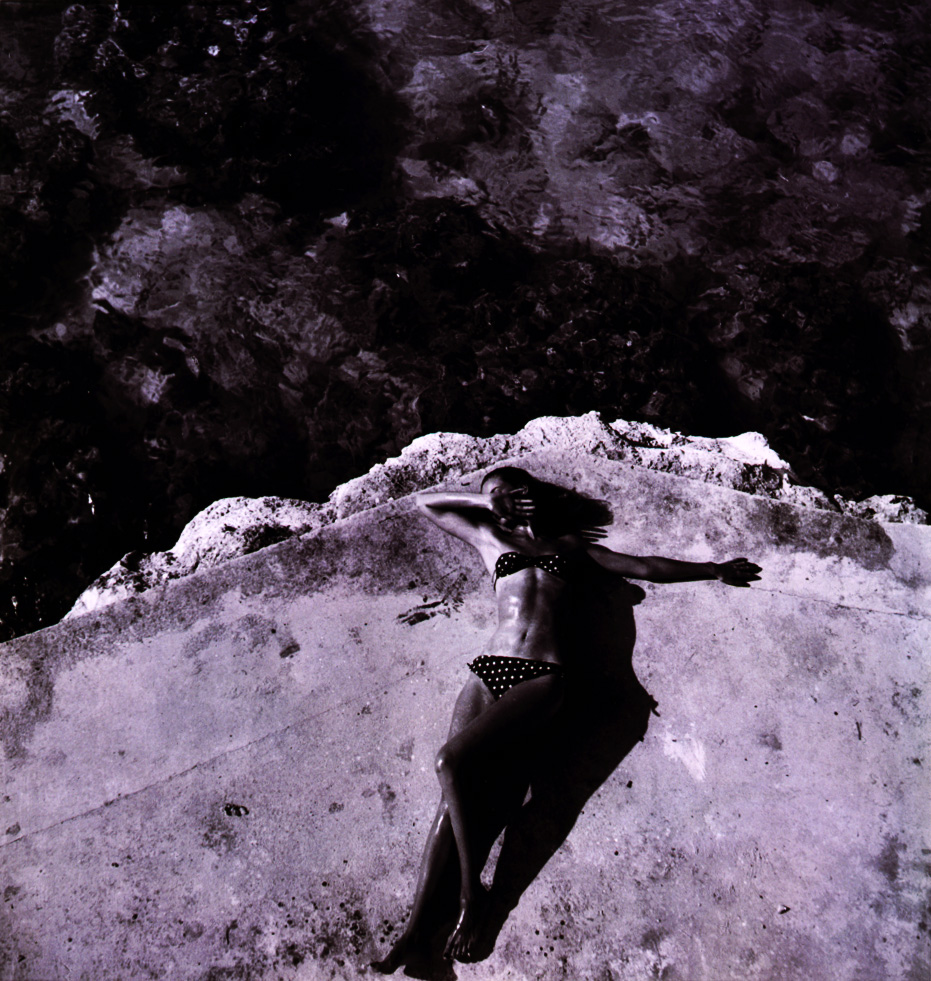
Dovima na Montego Bay
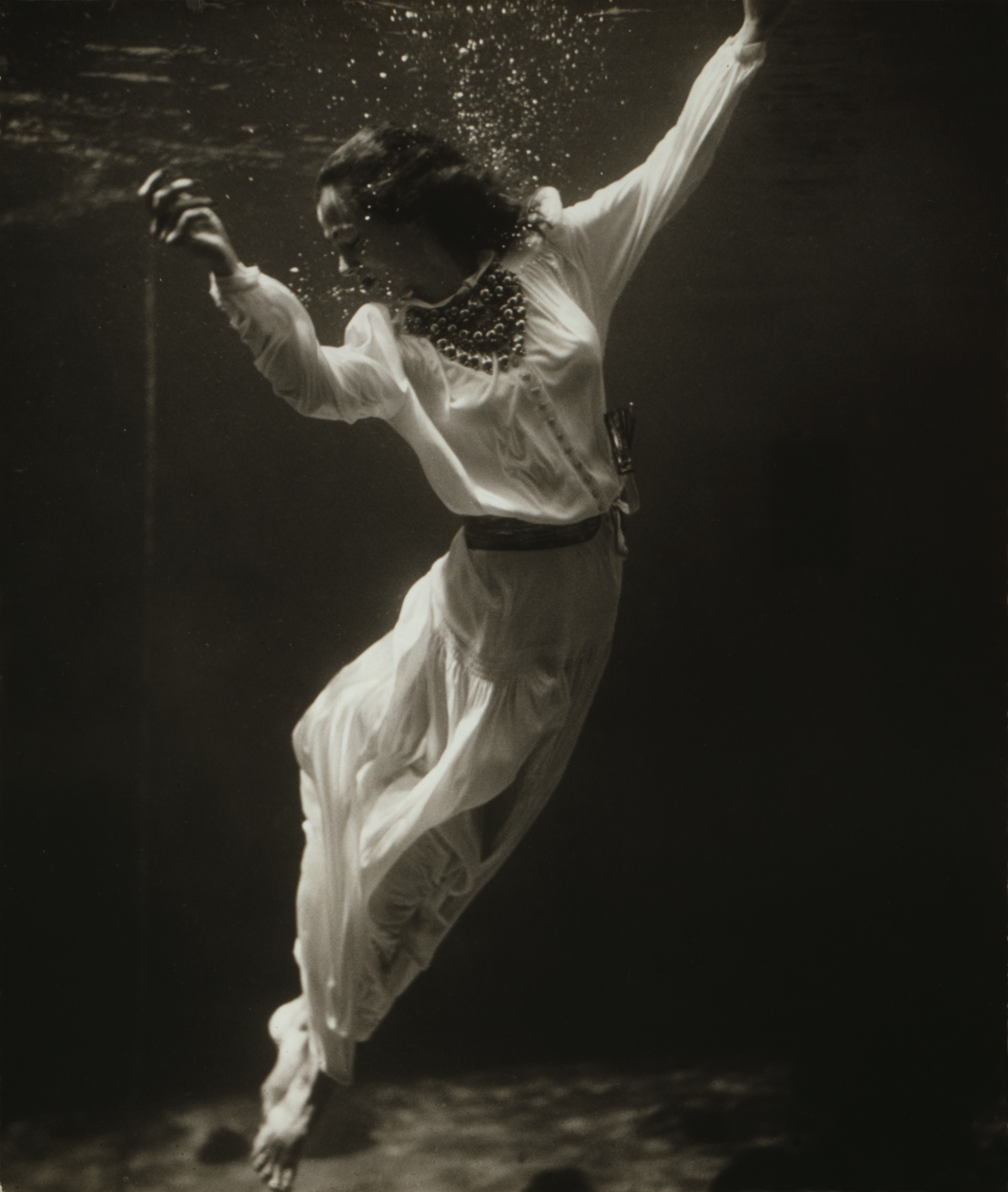
Modelka pod vodou, fotografie módy
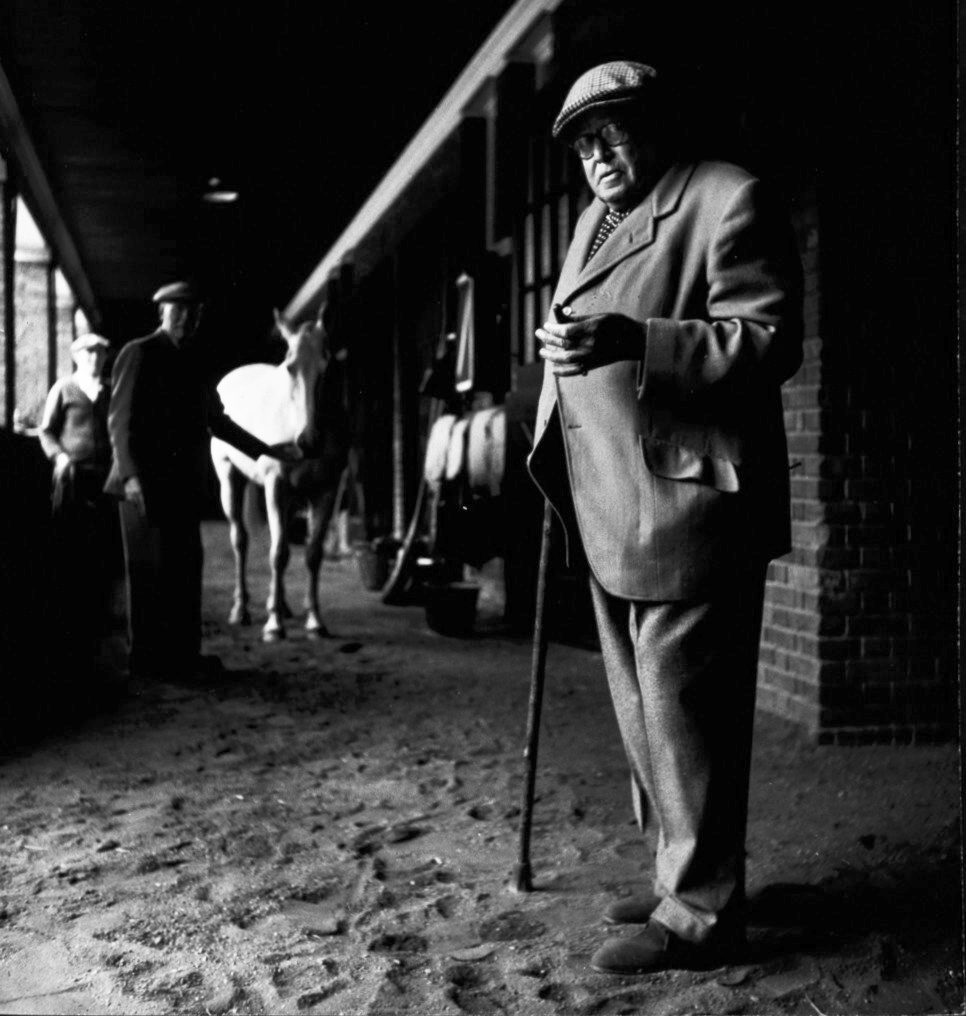
Ambrose Clark
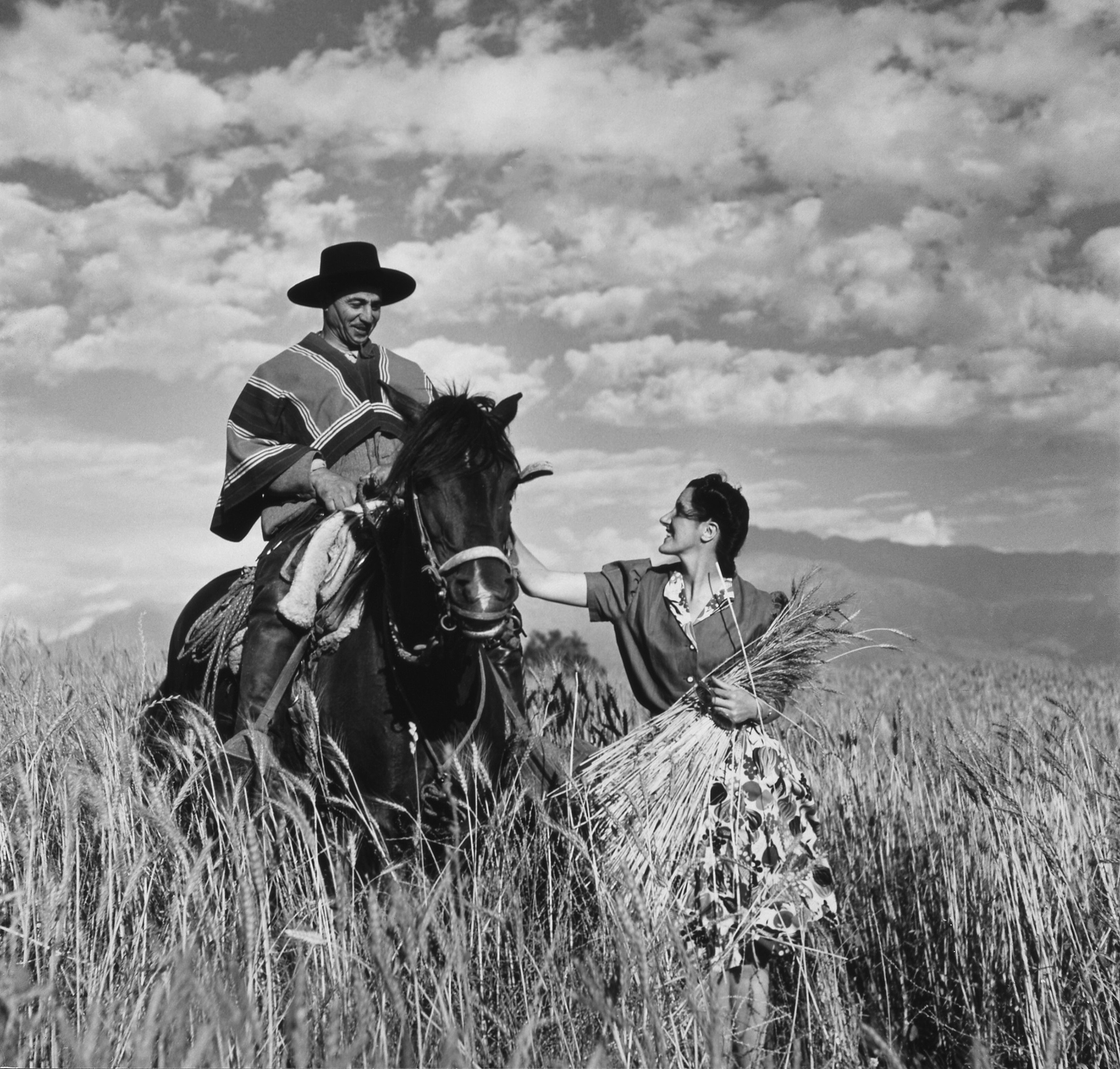
Señora Maria Vial de Prieto petting gaucho's horse „Prique“
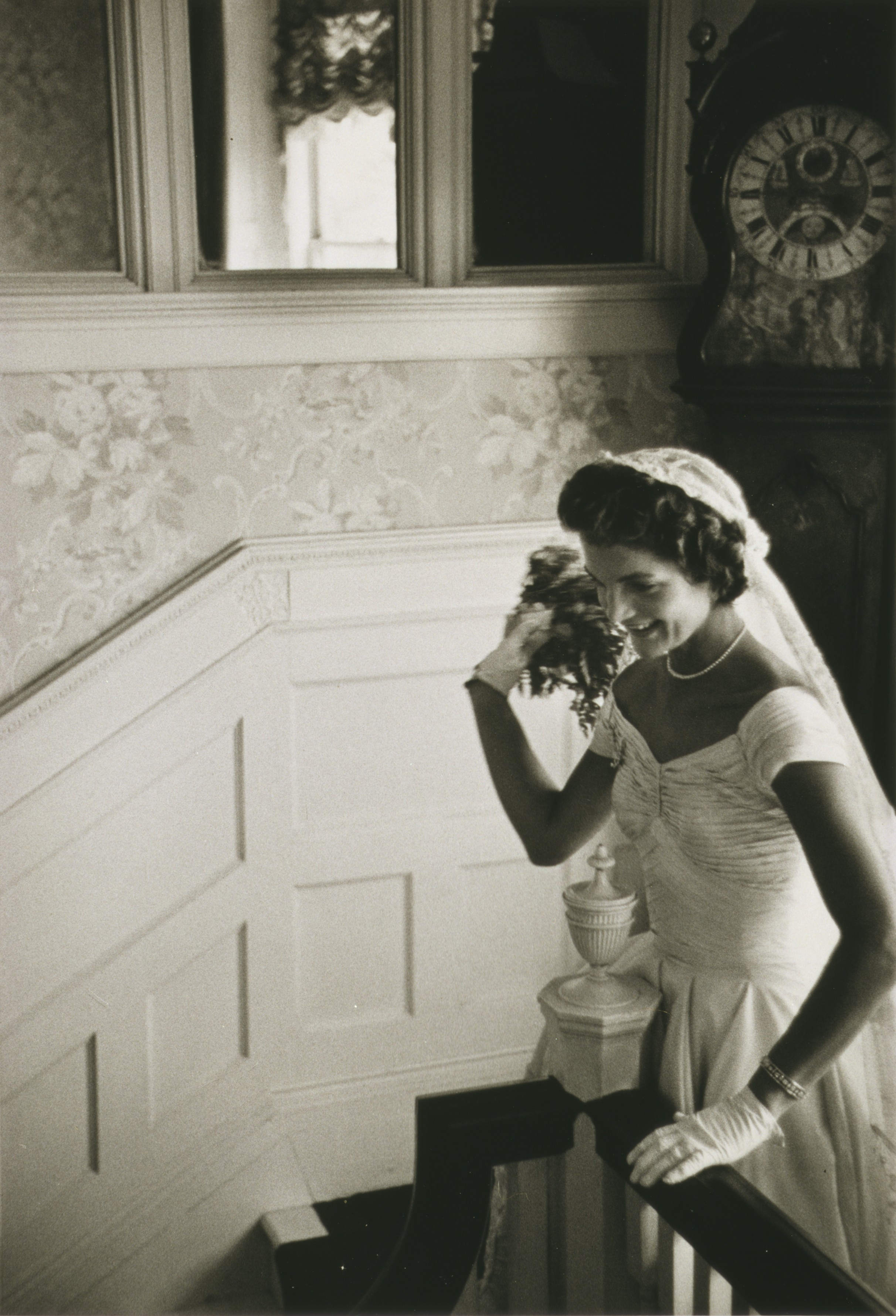
Jacqueline Kennedyová Onassisová
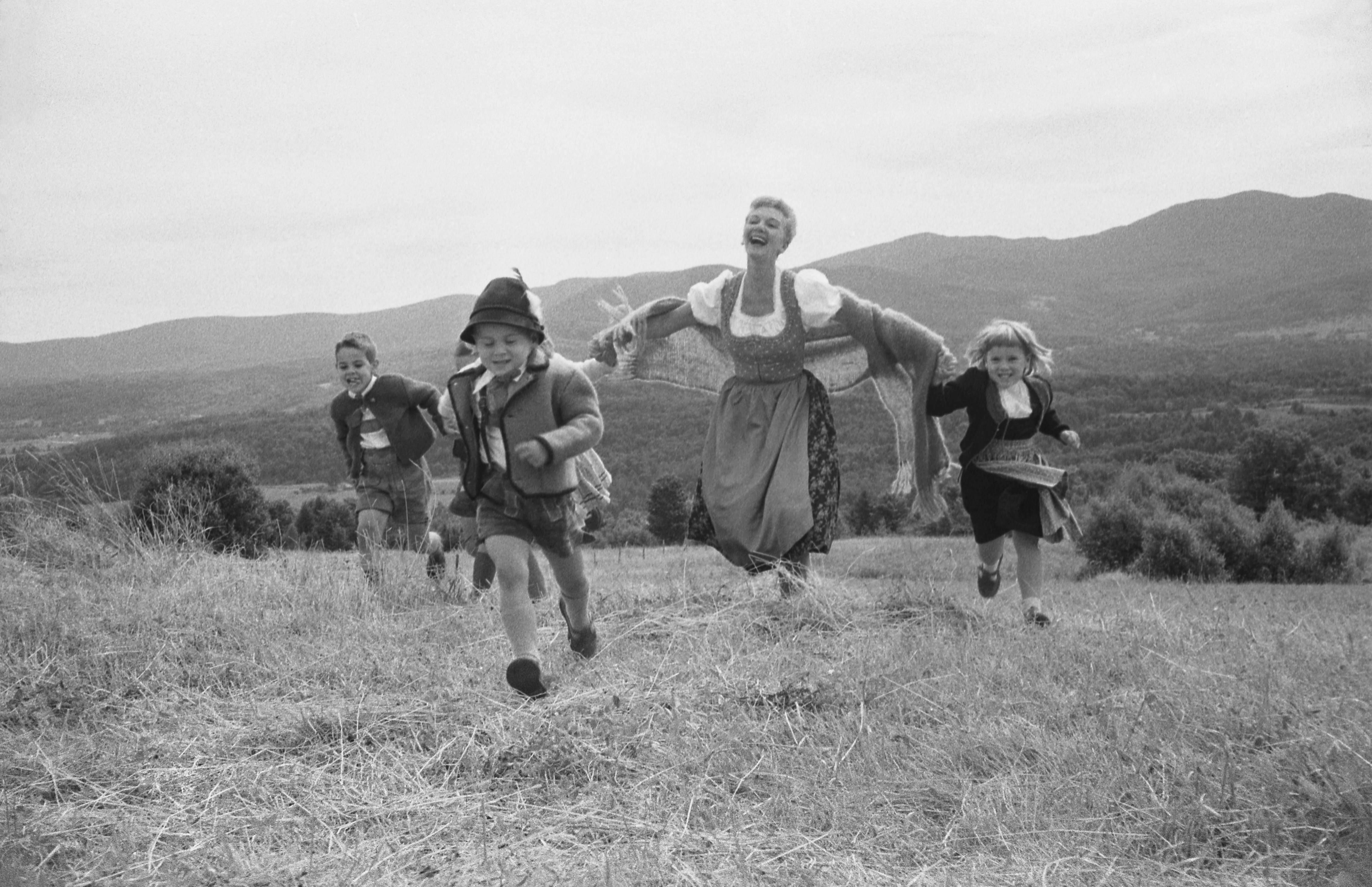
Mary Martin in The Sound of Music

### Library of Congress
Knihovna Kongresu má velkou sbírku jejích fotografií na svých stránkách, avšak neexistuje jejich jmenný seznam:
- Toni Frissell Collection:Prints and Photographs Division a mnoho dalších fotografií ještě není zdigitalizováno
- Endless Summer (Imagination): American Treasures of the Library of Congress
- Toni Frissell – Women Come to the Front (Library of Congress Exhibition) Druhá světová válka
- Toni Frissell Collection (Prints and Photographs Reading Room, Library of Congress)